# Formica hewitti
Formica hewitti es una especie de hormiga del género Formica, familia Formicidae. Fue descrita científicamente por Wheeler en 1917.
Se distribuye por Canadá, México y los Estados Unidos. Se ha encontrado a elevaciones de hasta 3530 metros. Vive en microhábitats como rocas, piedras, madera muerta y nidos.